# GrandVision
GrandVision is een wereldwijd actieve optiekketen. GrandVision is het resultaat van een fusie van Pearle Europe B.V. en GrandVision S.A.. In december 2021 kwam GrandVision volledig in handen van EssilorLuxottica.

## Activiteiten
GrandVision is een internationaal actieve optiekketen. Het bedrijf exploiteert 34 winkelformules waarvan de meest bekende zijn: Pearle, Apollo-Optik, Générale d’Optique, GrandOptical en Vision Express. Per jaareinde 2020 had het ruim 7200 winkels, waaronder ook de winkels van franchisenemers zijn meegenomen. Het bedrijf is actief in ruim 40 landen in Europa, Latijns-Amerika, Midden-Oosten en Azië. Van het personeelsbestand is 70% vrouw.

### Resultaten
GrandVision behaalde een hoge brutomarge van zo’n 75%, waardoor de directe kosten van de verkochte brillen en glazen gemiddeld slechts een kwart van de omzet uitmaken. De verkoop- en marketingkosten liggen op ruim 50% van de omzet. De nettowinstmarge is onder normale omstandigheden zo’n 5% van de omzet.
| Jaar | Omzet  | Bedrijfs- resultaat | Netto- resultaat | Vestigingen (aantal, x1) | Werknemers |
| ---- | ------ | ------------------- | ---------------- | ------------------------ | ---------- |
| 2011 | € 2396 | € 222               | € 102            | 4646                     | 20.211     |
| 2012 | € 2518 | € 231               | € 117            | 4876                     | 21.487     |
| 2013 | € 2620 | € 270               | € 156            | 4993                     | 22.235     |
| 2014 | € 2817 | € 289               | € 175            | 5814                     | 25.776     |
| 2015 | € 3205 | € 353               | € 231            | 6110                     | 27.510     |
| 2016 | € 3316 | € 358               | € 252            | 6516                     | 31.113     |
| 2017 | € 3450 | € 327               | € 249            | 7001                     | 36.518     |
| 2018 | € 3721 | € 337               | € 237            | 7095                     | 37.457     |
| 2019 | € 4039 | € 324               | € 195            | 7406                     | 39.981     |
| 2020 | € 3481 | € 60                | € –45            | 7260                     | 39.312     |

## Geschiedenis
In november 1996 werd Pearle Europe B.V. opgericht. Dit onderdeel werd gekocht van het Britse conglomeraat Grand Metropolitan. Pearle Europa heeft na de oprichting een actief acquisitiebeleid gevoerd en heeft in diverse landen een marktpositie opgebouwd. GrandVision S.A. bestond al sinds 1989. Dit van oorsprong Franse bedrijf heeft eenzelfde overnamebeleid gevoerd als Pearle Europe.
Op 1 januari 2011 heeft HAL Investments, grootaandeelhouder in beide bedrijven, de twee samengevoegd. Het fusieresultaat is verdergegaan als GrandVision B.V.. In 2012 nam De Brilmij Groep, het Nederlandse onderdeel van GrandVision, optiekketen Het Huis over. Bij Het Huis werkten 350 mensen die in 2011 een omzet realiseerden van zo'n € 33 miljoen. Brilmij exploiteerde op dat moment onder de naam Pearle 277 winkels en onder de naam Eye Wish Groeneveld 168 winkels.
In juli 2014 werd het contract getekend om een aandelenbelang van 62% in de Peruaanse optiekketen Topsa te kopen. Na 5 jaar heeft GrandVision het recht de overige aandelen ook te kopen. Topsa heeft 176 eigen optiekwinkels in Lima en enkele andere grote steden in Peru. De onderneming heeft een jaaromzet van circa € 27 miljoen en zo’n 1.030 medewerkers in dienst.
In december 2015 nam GrandVision de Amerikaanse retailketen ForEyes over. Met de overname kreeg GrandVision 116 optiekwinkels erbij in de regio's rondom Chicago, Washington DC, Philadelphia, Florida en Californië. ForEyes behaalde in 2014 een omzet van ongeveer $ 100 miljoen. De overnamesom is niet bekendgemaakt.
In april 2017 maakte GrandVision bekend Tesco Opticians over te gaan nemen van het Britse winkelbedrijf Tesco. Met de overname krijgt GrandVision er 209 winkels in het Verenigd Koninkrijk en Ierland bij. Deze realiseerden in 2016 een omzet van 107 miljoen euro en er zijn circa 1500 mensen werkzaam. GrandVision heeft na de overname zo'n 600 winkels in die regio. De overnamesom is niet bekendgemaakt. De transactie werd in december 2017 afgerond.
In februari 2019 kocht het de Spaanse opticienketen Óptica2000 van warenhuisketen El Corte Inglés. Met de overname komen er 106 filialen in Spanje en twee vestigingen in Portugal bij. GrandVision is al actief in Spanje met MasVision. Óptica2000 werd in 1976 opgericht, het is de op drie na grootste optiekketen in het land en behaalde een omzet van 83 miljoen euro in het boekjaar 2017.

## Aandeelhouder
HAL Investments had voor de beursgang in februari 2015 zo'n 98,7% van alle aandelen GrandVision in handen. In september 2014 nam HAL het besluit GrandVision naar de beurs te brengen. Op 6 februari 2015 is GrandVision op de Amsterdamse effectenbeurs genoteerd. De introductiekoers was vastgesteld op € 20 per aandeel hetgeen een totale marktwaarde voor het bedrijf van € 5,0 miljard impliceert. HAL heeft 51 miljoen aandelen, ofwel 20% van het totaal, aangeboden en houdt na de beursgang dus nog een belang van bijna 80% in GrandVision.
In juli 2019 werd bekend dat de Frans-Italiaanse brillen- en lenzenproducent EssilorLuxottica in gesprek is met HAL over de overname van GrandVision. Eind juli bereikten de twee overeenstemming, EssilorLuxottica neemt het 76,7%-aandelenbelang van HAL in GrandVision over voor € 28 per aandeel. Als de overname niet binnen één jaar is afgerond, wordt de prijs verhoogd naar € 28,42 per aandeel en komt de transactie niet voor eind juli 2021 rond, dan vervalt de overeenkomst en krijgt HAL € 400 miljoen van EssilorLuxottica. Na deze aankoop zal het een bod uitbrengen op de resterende aandelen. Met de overname kan EssilorLuxottica, met merken zoals Oakley en Ray-Ban, zijn marktpositie in Europa sterk uitbreiden.
Door de uitbraak van de coronapandemie is de overname minder zeker geworden. In juni 2021 won EssilorLuxottica een arbitragezaak tegen GrandVision en HAL. Het Zwitserse arbitragehof oordeelde dat de voorwaarden van de koopovereenkomst in de pandemie zijn geschonden door GrandVision. In beroep gaan kan niet en EssilorLuxottica is vrij te bepalen of de transactie doorgaat of niet of kan opnieuw onderhandelen met de verkoper. Ondanks de uitspraak van de rechter heeft EssilorLuxottica de overname doorgezet en betaalde de oorspronkelijk afgesproken prijs van zo'n 7,2 miljard euro. De Europese Commissie had al eerder onder voorwaarden toestemming gegeven waaronder de verkoop van bepaalde ketens, om de concurrentie in de markt gezond te houden. In totaal zijn er 351 winkels afgestoten, met name in Nederland, Italië en België. Op 1 juli 2021 is de verkoop van het aandelenbelang van HAL in GrandVision afgerond. EssilorLuxottica is doorgegaan met het kopen van aandelen op de beurs en heeft het belang uitgebreid naar 86,67%. Begin oktober 2021 deed het een openbaar bod van 28,42 euro per aandeel om de resterende aandeelhouders uit te kopen. Op 6 december 2021 had EssilorLuxottica 99,73% van de aandelen in handen en werd Grandvision uit de AMX-index verwijderd.